# Национал-социалистический фронт
Национал-социалистический фронт (швед. Nationalsocialistisk front; NSF) — на момент своего роспуска в 2008 году крупнейшая шведская национал-социалистическая партия. Организация была основана в августе 1994 года в городе Карлскруна; политической партией стала на день рождения Гитлера 20 апреля 1999 года.
Целью партии было упразднение демократии посредством выборов. Согласно партийной программе, среди прочего, НСФ добивалась выхода из ЕС и ООН, принятия расистского законодательства, репатриации беженцев и неевропейских иммигрантов, снижения налогов для многодетных семей. Согласно одному из видных её членов Бьёрну Бьёркквисту, придерживалась «христианских ценностей», которые, по его мнению, являются изначальными ценностями северных народов, перенятыми впоследствии христианами Северной Европы.
В 2006 году НСФ принимал участие в парламентских и муниципальных выборах. На выборах в Риксдаг он получил порядка 1400 голосов (0,03 %), не добившись ни одного места в коммунах.
Партия занималась распространением пропаганды, устраивала демонстрации (в том числе в поддержку ревизиониста Эрнста Цюнделя и обвинённого в антисемитизме Мела Гибсона), а также проводила тренировки по самообороне для собственных членов.

## История

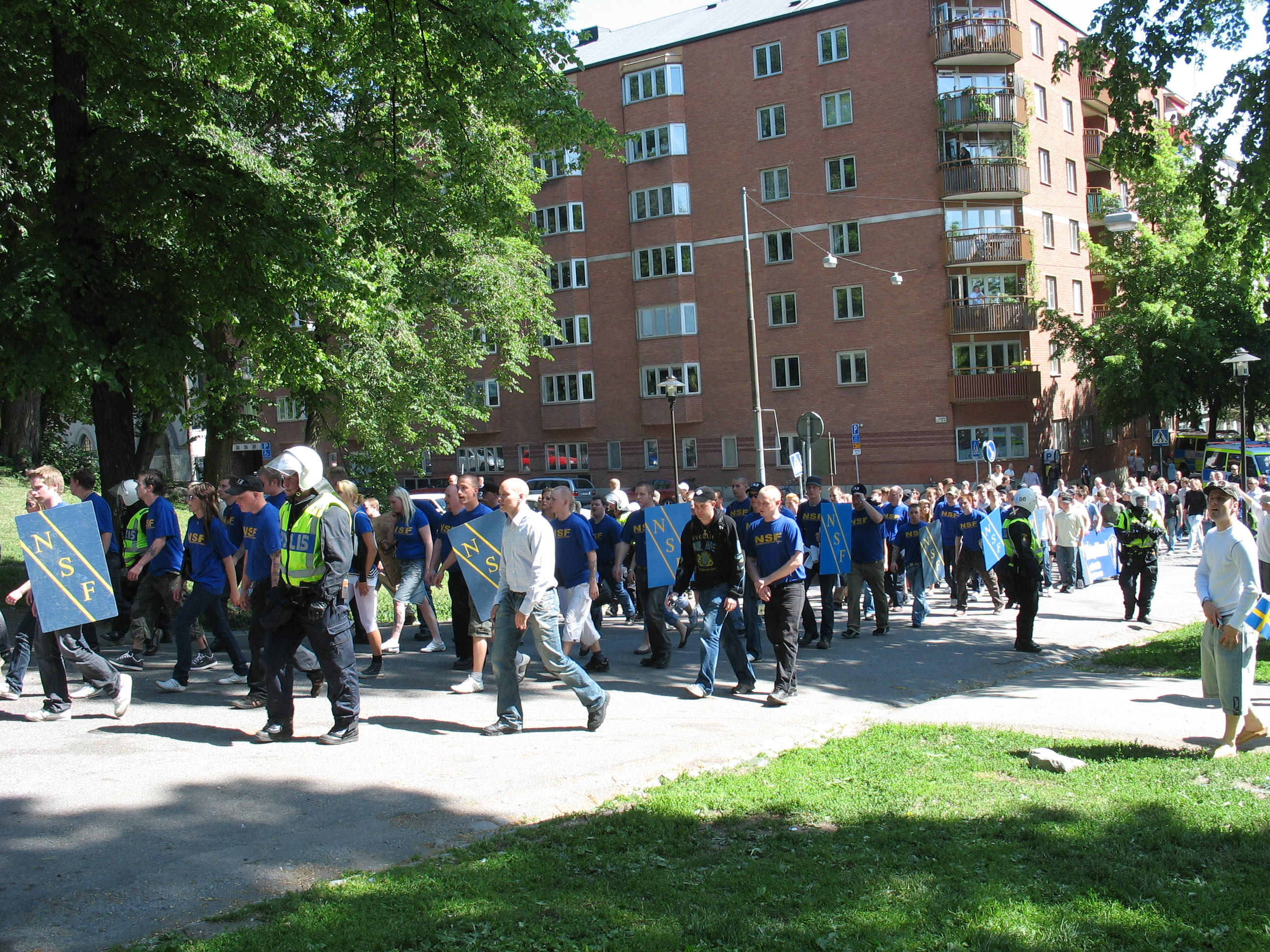
Национал-социалистический фронт на националистической демонстрации на национальный день Швеции.

О национал-социалистическом фронте часто писали СМИ в связи с многочисленными демонстрациями и распространением листовок. У партии также была уставная форма, которая просуществовала до выборов 2006 года, вместо формы, члены начали носить футболки с надписью «NSF». В уставную форму входили: чёрная кепка с логотипом партии, чёрная майка, бежевые военные штаны, и чёрные ботинки.

## Результаты на выборах
Национал-социалистический фронт принимал участие на выборах 2002 года в коммуне Карлскруна, где за партию проголосовало 208 человек, то есть 0,5 % избирателей, что не позволило ей занять места в коммуне. В 2006 году партия опять принимала участие в локальных выборах, баллотировалась в шести коммунах, но опять не получила ни одного мандата. В том же году партия принимала участие и на выборах в риксдаг, однако получила всего 1417 голосов, что составило 0,03 % всех избирателей.

## Партийная программа
Структура организации была иерархической, с руководством и подчиняющимися ему локальными группами. Судя по партийной программе, НСФ хотела добиться государственного самообеспечения, репатриации неевропейских иммигрантов, формирования государственного расового контроля, дабы «обеспечить биологическое и духовное здоровье нордической расы», и государственного контроля над СМИ. Главная цель НСФ, заключалась в «открытии дороги для прихода национал-социалистической власти», а затем отмены демократии. Национал-социалистический фронт хотел установить народную власть согласно некоему «североевропейскому принципу ответственности лидера». Также в программе предусматривалась и смертная казнь за сексуальное насилие и предательство родины. Выход из ЕС и ООН также входил в планы НСФ. Что касается коммунистических и иных государств с враждебными народу диктаторскими идеологиями, то в планах Национал-социалистического фронта был запрет на финансовую помощь таким государствам.
У партии также была газета, которая называлась Den Svenske Nationalsocialisten («Шведский национал-социалист»).

## Мнениешведской службы гос. безопасности
Национал-социалистический фронт принадлежал к тем партиям и организациям, за которыми вела слежку Шведская служба государственной безопасности (СЭПО). Руководитель службы государственной безопасности в области Даларна в 2008 году сделал заключение, что партия является насильственной и представляет угрозу для демократии. Организацию подозревали в создании собственной армии. На основании этого подозрения в 2003 году на членов НСФ было совершено ряд облав..

## Роспуск
22 ноября 2008 года НСФ был распущен. Одновременно была создана партия Народный фронт (Folkfronten) с теми же членами, правлением и структурой, что и в Национал-социалистическом фронте. Народный фронт перестал открыто причислять себя к национал-социализму и поменял риторику. 25 октября 2009 года на встрече руководства партии было решено сменить название на Партию шведов (Svenskarnas parti), которое и было зарегистрировано в избиркоме Швеции 23 ноября 2009 года. Партия в итоге была распущена в мае 2015 года из-за падения численности её членов.
После переименования партии группа её членов, несогласных с изменениями и желающих оставаться открытыми национал-социалистами, создали в 2009 году организацию «Скандинавские национал-социалисты» (Nordiska nationalsocialister).